# Joaquín Pérez Martín-Parapar
Joaquín Pérez Martín-Parapar (1904 - Guadalajara, 1941) fue un ferroviario y militar español.

## Biografía
Ferroviario de profesión, tras el estallido de la Guerra civil se unió a las milicias republicanas. Llegó a afiliarse al PCE. En diciembre de 1936 fue nombrado comandante de la recién creada 66.ª Brigada Mixta. Al frente de esta unidad participaría en la batalla del Jarama, y más adelante en fuertes combates en la zona de Esplegares (Guadalajara). Según Carlos Engel, también habría llegado a mandar la 56.ª Brigada Mixta, unidad de reserva del Ejército de Extremadura. En la primavera de 1938 fue nombrado comandante de la 63.ª Brigada Mixta, actuando en el frente de Levante y en el frente de Extremadura; la unidad sostuvo duros combates en ambos frentes.
Capturado por los franquistas al final de la contienda, sería fusilado en Guadalajara a comienzos de 1941.